# Converse (Texas)
Pour les articles homonymes, voir Converse.
La ville de Converse est située dans le comté de Bexar, dans l’État du Texas, aux États-Unis. Sa population s’élevait à 18 198 habitants lors du recensement de 2010, estimée à 22 702 habitants en 2016.

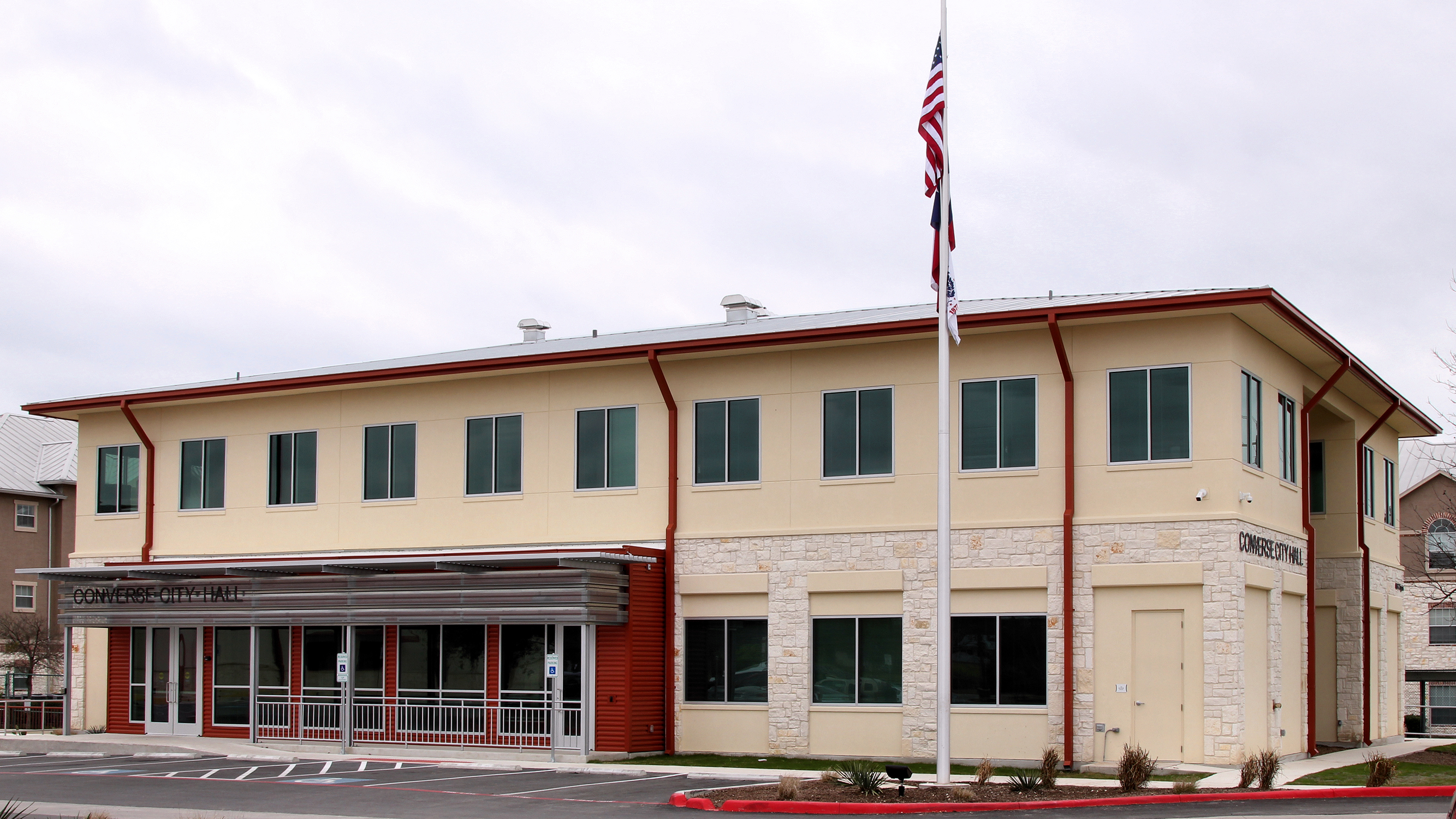
Mairie

Converse fait partie de  l’agglomération de San Antonio.

## Source
- (en) Cet article est partiellement ou en totalité issu de l’article de Wikipédia en anglais intitulé « Converse, Texas » (voir la liste des auteurs).

1. ↑  « Population and Housing Unit Estimates » (consulté le 1er août 2019)
2. ↑  « Census of Population and Housing » [archive du 26 avril 2015], Census.gov (consulté le 4 juin 2015)